# Een danstragedie
Een danstragedie, ook uitgebracht als De danseres en De doodendans, is een Nederlandse stomme film uit 1916 onder regie van Johan Gildemeijer. Er wordt vermoed dat de film verloren is gegaan.

## Verhaal
Mario is een zeer succesvolle violist die trouwt met Meina, een huisvrouw. Ze zijn gelukkig samen, totdat zij een danscarrière begint en nog succesvoller dan haar man wordt. Mario wordt jaloers op zijn vrouw en vervreemdt zich van haar. Ze komen pas weer nader als zijn strenge moeder om het leven komt en hun dochter dreigt te overlijden.

## Rolverdeling
| Acteur                   | Personage            |
| ------------------------ | -------------------- |
| Adelqui Migliar          | Mario                |
| Meina Irwen              | Meina, Mario's vrouw |
| Piety Wigman             | Hun dochter          |
| Jo Wigman                | Hun dochter          |
| Christine Poolman        | Mario's moeder       |
| Louis Gimberg            | Heer                 |
| Caroline van Dommelen    | Barones              |
| Georgys                  | Meina's danspartner  |
| Piet Wigman              |                      |
| August van den Hoeck     |                      |
| Wilhelmina van den Hoeck |                      |
| Johanna Wigman-Lingeman  |                      |
| Irma Lozin               |                      |